# Theodorus Frederik van Capellen
El Contralmirante Jonkheer Theodorus Frederik van Capellen, GCMWO, KCB (Nimega, 6 de septiembre de 1762 - Bruselas, 15 de abril de 1824) fue un oficial naval neerlandés. Estuvo casado con Petronella de Lange (1779-1835). Es el abuelo de la exploradora y pionera Alexandrine Tinné.

## Carrera
Van Capellen se unió a la Marina de las Provincias Unidas de los Países Bajos en 1781. Durante la cuarta guerra anglo-neerlandesa se distinguió en un enfrentamiento en 1781 entre su barco, el Den Briel, y el HMS Crescent, en tal manera que le valió una promoción temprana al rango de capitán en 1783.
En 1792 y 1793 comandó una flotilla de barcos cañoneros en defensa del Hollands Diep.
El 31 de mayo de 1793 recibió el mando de un navío de la línea, el barco Delft de 56 cañones de cuarto grado. Con este barcó liberó 75 esclavos neerlandeses en Argel durante la expedición del contralamirante Pieter Melvill van Carnbee.
Luego de la proclamación de la República Bátava en 1795, Van Capellen, como defensor del Stadtholder Guillermo V, Príncipe de Orange, renunció a su comisión. Sin embargo, luego de que el stadtholder había dado permiso a ex oficiales de la marina de la antigua república para que se puedan enlistar en la nueva república, obtuvo una comisión en la marina bátava. En 1798 recibió el mando del nuevo barco de primera clase, Washington.
Como capitanes, él y su colega Aegidius Van Braam, el capitán del Leyden, fueron contactados por un agente orangista poco antes de la Expedición Anglo-Rusa al Norte de Holanda de 1799 con una solicitud para lograr la deserción del escuadrón bátavo en el Texel bajo el mando de Samuel Story, cuyo capitán en ese entonces era Van Capellen. Aunque no se sabe con certeza si Van Braam y Van Capellen efectivamente fomentaron un motín, sí jugaron un rol importante en lo que hoy en día se conoce como el Incidente de Vlieter. De todos modos, Van Capellen fue enviado por Story al contraalmirante británico Mitchell como mediador el 30 de agosto de 1799 para solicitar un cese al fuego temporal. También jugó un rol importante en el subsiguiente consejo de guerra a bordo del buque insignia neerlandés. Fue allí donde el almirante Story fue persuadido de rendir a todo su escuadrón a los británicos sin haber peleado contra ellos. Después de esto Van Capellen se convirtió en un prisionero de guerra junto con los otros oficiales y tripulaciones del escuadrón bátavo hasta la firma del Tratado de Amiens en 1802.
Mientras tanto, el gobierno de la República Bátava había acordado una corte marcial para procesar a los oficiales que consideraban responsables por el debacle de Vlieter. Van Capellen fue juzgado in absentia y condenado el 6 de enero de 1804 (junto con el almirante Story y otros dos oficiales) por abandono de deberes, cobardía y falta de lealtad (aunque no traición). Fue destituido de la marina y sentenciado al exilio de por vida, con pena de muerte en paledón. Fue por eso que entre 1799 y 1813 vivió en el exilio en Inglaterra, hasta la resurrección del estado de los Países Bajos, luego de su anexión por parte del Primer Imperio francés.
En 1814 fue nombrado contraalmirante en la nueva Marina Real de los Países Bajos por el "Príncipe Soberano" de las Provincias Unidas de los Países Bajos, Guillermo I de los Países Bajos (quien también había jugado un rol importante en el Incidente de Vlieter en 1799), y el 21 de agosto de 1815 fue hecho Jonkheer por el nuevo Rey de los Países Bajos. La nueva marina envió un escuadrón a la Costa Berberisca en 1816 para reprimir las actividades los piratas berberiscos. El escuadrón por sí solo no era lo suficientemente poderoso como para impresionar al Dey de Argel. Sin embargo, cuando un escuadrón de la Marina Real Británica bajo el mando del almirante Edward Pellew llegó a la zona con la misma misión, los dos escuadrones unieron fuerzas en el Bombardeo de Argel del 27 de agosto de 1816.
Van Capellen recibió la Gran Cruz de Caballero de la Orden Militar de Guillermo el 20 de septiembre de 1816. Fue nombrado caballero comendador de honor de la Orden del Baño por el gobierno británico.
Van Capellen se retiró de la marina en 1818. Luego se convirtió en Lord Chambelán de Guillermo II de los Países Bajos, quien en ese entonces aún era el príncipe heredero.